# Youthmovies
Youthmovies (dříve známí jako YMSS nebo Youthmovie Soundtrack Strategies) byla anglická rocková skupina aktivní v letech 2002 až 2010. Tvořili ji Andrew Mears (kytara, zpěv), Al English (kytara), Graeme Murray (bicí), Stephen Hammond (baskytara) a Sam Scott (žestě, klávesy). Byli již na turné s Hope of the States, Adamem Gnadem, 65daysofstatic a ¡Forward, Russia!. Také hráli na festivalech Truck Festival, Latitude Festival, All Tomorrow's Parties, Bestival, Cambridge Film Festival a Reading a Leeds

## Diskografie
Alba
- Good Nature (2008)

EPs
- Let's Get Going... You're Fracturing Me With This Misery (2003)
- Hurrah! Another Year, Surely This One Will Be Better Than the Last; The Inexorable March of Progress Will Lead Us All to Happiness (2004)
- Honey Slides (2007)
- Polyp (2008)